# Kovanice
Kovanice là một làng thuộc huyện Nymburk, vùng Středočeský, Cộng hòa Séc.